# Germain Burton
Pour les articles homonymes, voir Burton.
Germain Burton (né le 29 janvier 1995 à Londres) est un coureur cycliste britannique.

## Biographie
Germain Burton est le fils de Maurice Burton, premier champion britannique noir en cyclisme. Il commence le vélo à l'âge de douze ans, courant le week-end, puis commence à prendre plus au sérieux la compétition, encouragé par son père.
Il remporte en 2010 le championnat de Grande-Bretagne du critérium des moins de 16 ans. En 2012, il représente la Grande-Bretagne à l'occasion du championnat du monde sur route juniors qu'il termine 36e.
Le 8 août 2013, Germain Burton prend part aux championnats du monde sur piste juniors disputés à Glasgow. Il fait partie de l'équipe de Grande-Bretagne pour la poursuite par équipes avec Oliver Wood, Jake Reagan et Tao Geoghegan Hart. Ils terminent quatrième, battus par l'équipe nationale de Russie en petite finale.
Après avoir mis entre parenthèses sa carrière sportive, il décide de reprendre la compétition à compter de la saison 2018, en signant avec l'équipe continentale britannique JLT Condor. Il arrête sa carrière de coureur à l'issue de cette saison pour se concentrer sur son activité d'entraîneur.

## Palmarès sur route
- 2012
  - 2e étape du Sint-Martinusprijs Kontich
- 2013
  - 2eb étape de la Course de la Paix juniors

## Palmarès sur piste

### Coupe du monde
- 2014-2015
  - 3e de la poursuite par équipes à Cali
- 2015-2016
  - 3e de la poursuite par équipes à Hong Kong

### Championnats d'Europe
| Édition / Épreuve      | Poursuite par équipes                                       |
| Athènes 2015 (espoirs) | Or (avec Oliver Wood, Matthew Gibson et Christopher Latham) |

### Championnats de Grande-Bretagne
- 2014
  -  Champion de Grande-Bretagne de poursuite par équipes (avec Christopher Latham et Christopher Lawless)
- 2015
  -  Champion de Grande-Bretagne de poursuite par équipes (avec Jake Kelly, Mark Stewart et Oliver Wood)
  - 2e de la poursuite

### Autres compétitions
- 2015-2016
  - 3e de l'américaine à Cambridge